# 深堀村
深堀村（ふかほりむら）は、長崎県南部の長崎半島にあった村。西彼杵郡に属した。1955年（昭和30年）に福田村とともに長崎市に編入された。
現在の長崎市深堀地区にあたる。

## 地理
野母半島（長崎半島）の中北部に位置する。
- 山：城山
- 島嶼：野牛島
- 港湾・海域：長崎湾

## 沿革
古くは「戸八ヶ浦」と称していたが、1255年（建長7年）に上総国伊南荘深堀（現在の千葉県いすみ市にあたる地域）の深堀能仲が承久の乱の恩賞地として当地の地頭に補任された際に、地名を「深堀」に改めたと伝えられている。
- 1889年（明治22年）4月1日 - 町村制施行により、深堀村・大籠村・香焼村が合併し西彼杵郡深堀村が発足。
- 1898年（明治31年）7月1日 - 村内の大字香焼が分離され、香焼村となる[4][5]。
- 1955年（昭和30年）1月1日 - 福田村とともに長崎市に編入し、自治体として消滅。

## 地名
大字を行政区域とする。深堀村では彼杵地域の各自治体で見られる郷や名の行政区（地名）を設置していない。
- 大字大籠（おおごもり）
- 大字香焼（こうやぎ） - 1898年に分離され香焼村となる[4]。
- 大字深堀